# Rhynchina meeki
Rhynchina meeki är en fjärilsart som beskrevs av George Thomas Bethune-Baker 1908. Rhynchina meeki ingår i släktet Rhynchina och familjen nattflyn. Inga underarter finns listade.